# Gemma Spofforth
Gemma Spofforth (ur. 17 listopada 1987 w Shoreham-by-Sea) – brytyjska pływaczka specjalizująca się w stylu grzbietowym, mistrzyni świata, brązowa medalistka mistrzostw Europy.

## Kariera
Największy indywidualny sukces odniosła w mistrzostwach świata w 2009 w Rzymie wygrywając wyścig na 100 m stylem grzbietowym i ustanawiając nowy rekord świata wynikiem 58,12 s.

### Kariera sportowa
Spofforth zdobyła uznanie na arenie międzynarodowej jako specjalistka stylu grzbietowego. Najważniejsze osiągnięcia w jej karierze to:
- Mistrzostwa Świata: W 2009 roku zdobyła złoty medal w wyścigu na 100 metrów stylem grzbietowym podczas Mistrzostw Świata w Rzymie, ustanawiając rekord świata z czasem 58,12 sekundy, który przez lata pozostawał niepobity.
- Igrzyska Olimpijskie: Reprezentowała Wielką Brytanię na igrzyskach w Pekinie w 2008 roku oraz w Londynie w 2012 roku. Choć w Londynie otarła się o podium, jej występ został doceniony za determinację i wysoki poziom sportowy.
- Mistrzostwa Europy: Zdobyła wiele medali na europejskich zawodach, umacniając swoją pozycję jako jednej z najlepszych brytyjskich pływaczek. We wrześniu 2012 ogłosiła zakończenie kariery pływackiej[1].

### Kariera po zakończeniu pływania
Po zakończeniu kariery sportowej Gemma Spofforth postanowiła dzielić się swoim doświadczeniem z młodymi ludźmi. Została trenerką i mentorką, pomagając młodym sportowcom nie tylko w osiąganiu wyników, ale także w rozwijaniu umiejętności przydatnych w życiu. W rozmowie z Ocala Star-Banner w 2023 roku opowiedziała, jak wykorzystuje swoje doświadczenia z igrzysk olimpijskich, aby uczyć młodzież wytrwałości, wyznaczania celów i pracy w zespole. Dla wielu swoich podopiecznych jest nie tylko trenerką, ale też inspiracją, pokazując, jak sportowe lekcje można przenieść na codzienne życie.

## Rekordy świata
| Data          | Miejsce | Konkurencja              | Rezultat | Status                       |
| ------------- | ------- | ------------------------ | -------- | ---------------------------- |
| 28 lipca 2009 | Rzym    | 100 m stylem grzbietowym | 58,12 s  | do 25 lipca 2017 Kylie Masse |